# Liste des guerres de l'Arménie
Pour un article plus général, voir Histoire militaire de l'Arménie.
Cette liste regroupe les guerres et conflits ayant vu la participation de l’Arménie. Voici une légende facilitant la lecture de l'issue des guerres ci-dessous :
- Victoire arménienne
- Défaite arménienne
- Autre résultat (par exemple un traité ou une paix sans un résultat clair, un statu quo ante bellum, un résultat inconnu ou indécis)
- Conflit en cours

## Royaume d'Arménie
| Début         | Fin           | Nom du conflit                             | Belligérants                                                                      | Belligérants | Lieu                                                                                   | Issue |
| Début         | Fin           | Nom du conflit                             | Alliés (y compris l’Arménie)                                                      | Ennemis | Lieu                                                                                   | Issue |
| ------------- | ------------- | ------------------------------------------ | --------------------------------------------------------------------------------- | --- | -------------------------------------------------------------------------------------- | --- |
| 189 av. J.-C. | 165 av. J.-C. | Campagnes militaires d'Artaxias Ier        | Royaume d'Arménie                                                                 | Royaume d'Atropatène Royaume de Cataonie Royaume du pont Royaumes d'Arménie mineure Royaume d'Ibérie Albanie du Caucase                                 | Haut-plateau arménien, Caucase, Cappadoce                                              | Victoire arménienne : - Artaxias étend sa zone d'influence en Ibérie, en Albanie du Caucase, en Atropatène, ainsi qu'auprès des royaumes arméniens d'Arménie Mineure                                  |
| 168 av. J.-C. | 165 av. J.-C. | Guerre arméno-séleucide                    | Royaume d'Arménie                                                                 | Empire Séleucide | Nord de la Mésopotamie                                                                 | Victoire arménienne : - L'Arménie conquiert la région de Tmorik. - 3 ans plus tard, Antiochus IV Epiphane est contraint de se retirer. - Artaxias Ier est capturé, s'échappe avec l'aide de Timarque. |
| -95           | -78           | Conquêtes militaires de Tigran le Grand    | Royaume d'Arménie                                                                 | Empire parthe - Royaume d'Atropatène (vassal) Cappadoce (royaume) Royaume d'Ibérie Albanie du Caucase Empire Séleucide Royaume de Juda Royaume nabatéen | Haut-plateau arménien, Caucase, Moyen-Orient, Anatolie, Levant (Proche-Orient), Égypte | Victoire arménienne - Tigran le Grand est couronné Roi des rois, vassalise les états limitrophes de l'Arménie - Apogée territoriale du Royaume d'Arménie                                              |
| -74           | -63           | Troisième guerre de Mithridate             | Royaume d'Arménie · Royaume du Pont                                               | Empire romain · Bithynie | Asie mineure                                                                           | Victoire romaine. |
| -40           | -33           | Guerre romano-parthique de 40-33 av. J.-C. | Royaume d'Arménie · République romaine (jusqu'en -35) · Parthes (à partir de -35) | République romaine (à partir de -35) Médie Atropatène                                                                                                   | Arménie et Mésopotamie                                                                 | Les offensives parthes de 40-38 sont repoussées. La campagne arméno-parthe de 36 de Marc Antoine se termine en défaite romaine. Rome contrôle temporairement le royaume d'Arménie jusqu'en 30.        |
| 50            | 53            | Guerre arméno-ibérique                     | Royaume d'Arménie                                                                 | Royaume d'Ibérie | Caucase                                                                                | Victoire arménienne Tiridate Ier est couronné Roi d'Arménie |
| 58            | 63            | Guerre romano-parthique de 58-63           | Royaume d'Arménie · Parthes                                                       | Empire romain · Sophène · Arménie Mineure · Royaume d'Ibérie · Commagène · Royaume du Pont                                                              | Arménie et Mésopotamie                                                                 | Victoire arméno-parthe : - traité de Rhandeia. |
| 114           | 117           | Guerre parthique de Trajan                 | Royaume d'Arménie · Parthes                                                       | Empire romain | Arménie et Mésopotamie                                                                 | Annexions éphémères de l'Arménie et de la Mésopotamie. |
| 161           | 166           | Guerre romano-parthique de 161-166         | Royaume d'Arménie · Empire romain                                                 | Parthes | Arménie et Mésopotamie                                                                 | Annexion romaine de la Mésopotamie occidentale.. |
| 226           | 238           | Invasion Sassanide de l'Arménie            | Royaume d'Arménie                                                                 | Empire Sassanide | Arménie                                                                                | Victoire arménienne : - Après douze ans de combat contre Tiridate II, Ardashir Ier retire son armée et quitte l'Arménie. - Tiridate II renforce ses positions au Moyen-Orient                         |

## Royaume arménien de Cilicie
| Début | Fin  | Nom du conflit     | Belligérants | Belligérants                                                          | Lieu         | Issue                                                   |
| Début | Fin  | Nom du conflit     | Alliés (y compris l’Arménie) | Ennemis                                                               | Lieu         | Issue                                                   |
| ----- | ---- | ------------------ | --- | --------------------------------------------------------------------- | ------------ | ------------------------------------------------------- |
| 1096  | 1099 | Première croisade  | Royaume arménien de Cilicie Croisés | Sarrasins                                                             | Terre sainte | Prise de Jérusalem Fondation des États latins d'Orient. |
| 1146  | 1149 | Deuxième croisade  | Royaume arménien de Cilicie Croisés | Zengides                                                              | Terre sainte | statu quo ante bellum                                   |
| 1189  | 1192 | Troisième croisade | Croisés: Royaume arménien de Cilicie Empire Plantagenêt Royaume de France Saint-Empire Royaume de Hongrie République de Gênes République de Pise Royaume de Sicile Royaume de Jérusalem Principauté d'Antioche Ordre du Temple Hospitaliers Ordre de Saint-Lazarre Ordre de Saint-Thomas | Ayyoubides Zengides Sultanat de Roum Empire byzantin Égypte Ayyoubide | Terre sainte | Reconquête d'une partie des États latins d'Orient       |
| 1271  | 1272 | Neuvième croisade  | Royaume arménien de Cilicie Royaume d'Angleterre Royaume de Sicile Royaume de Chypre Royaume de Jérusalem Principauté d'Antioche Comté de Tripoli Ilkhanat | Baharites                                                             | Terre sainte | statu quo ante bellum                                   |

## Première République d’Arménie
| Début             | Fin              | Nom du conflit                | Belligérants                                                                                                 | Belligérants                                                         | Lieu                                   | Issue                                           |
| Début             | Fin              | Nom du conflit                | Alliés (y compris l’Arménie)                                                                                 | Ennemis                                                              | Lieu                                   | Issue                                           |
| ----------------- | ---------------- | ----------------------------- | --- | -------------------------------------------------------------------- | -------------------------------------- | ----------------------------------------------- |
| 24 octobre 1914   | 30 octobre 1918  | Campagne du Caucase           | Empire russe Royaume-Uni République démocratique d'Arménie République de Caspienne centrale Commune de Bakou | Empire ottoman République démocratique d'Azerbaïdjan Empire allemand | Caucase                                | Traité de Batoum (1918) Traité de Sèvres (1921) |
| 12 décembre 1918  | 31 décembre 1918 | Guerre arméno-géorgienne      | République démocratique d'Arménie                                                                            | RD de Géorgie                                                        | Arménie du nord, Géorgie sud-orientale | Cessez-le-feu                                   |
| 23 septembre 1920 | 2 décembre 1920  | Guerre arméno-turque          | République démocratique d'Arménie                                                                            | Turquie                                                              | Sud du Caucase                         | Traité de Kars (1921)                           |
| 1918              | 1920             | Guerre arméno-azerbaïdjanaise | République démocratique d'Arménie                                                                            | République démocratique d'Azerbaïdjan                                | Arménie et Azerbaïdjan                 | Invasion soviétique de la Transcaucasie         |

## Troisième république d'Arménie
| Début           | Fin              | Nom du conflit                  | Belligérants | Belligérants | Lieu                                  | Issue                                             |
| Début           | Fin              | Nom du conflit                  | Alliés (y compris l’Arménie) | Ennemis | Lieu                                  | Issue                                             |
| --------------- | ---------------- | ------------------------------- | --- | --- | ------------------------------------- | ------------------------------------------------- |
| 20 février 1988 | 16 mai 1994      | Guerre du Haut-Karabagh         | Arménie Haut-Karabagh | Azerbaïdjan | Haut-Karabagh, Arménie et Azerbaïdjan | Victoire arménienne Indépendance du Haut-Karabagh |
| 7 octobre 2001  | -                | Guerre d’Afghanistan            | FIAS : Albanie Allemagne Arménie Australie Azerbaïdjan Belgique Canada Croatie Danemark Espagne États-Unis France Italie Lituanie Norvège Nouvelle-Zélande Pakistan Pologne Portugal République tchèque Roumanie Royaume-Uni Suède Turquie | Taliban Réseau Haqqani Al-Qaïda Mouvement islamique d'Ouzbékistan Hezb-e-Islami Gulbuddin Lashkar-e-Toiba Jaish-e-Mohammed Hizbul Mujahideen (en) Tehrik-e-Taliban Pakistan | Afghanistan                           | en cours                                          |
| 27 sept 2020    | 10 novembre 2020 | Seconde guerre du Haut-Karabagh | Arménie Haut-Karabagh | Azerbaïdjan Armée syrienne libre Turquie | Haut-Karabagh                         | Défaite de l'Arménie                              |